# Temple Sacré de l'Aube Radieuse
Temple Sacré de l'Aube Radieuse, dit Tem est un détective privé de fiction, personnage principal des Futurs Mystères de Paris créés en 1996 par Roland C. Wagner. 

## Caractéristiques
Tem est un mutant millénariste : né après la Grande Terreur primitive, un cataclysme mystérieux qui a affecté la vie de ses parents, il a grandi dans une communauté rurale à Pouveroux, en Auvergne.
Il possède le talent de transparence : il n'est pas à proprement parler invisible, mais nul ne fait attention à lui, même les systèmes informatiques l'oublient. Ce don lui permet de passer inaperçu, le forçant même à adopter un look excentrique et coloré pour être simplement remarqué. Il se sert notamment de son borsalino vert fluo, symbole de la série, comme d’un « interrupteur » à son talent. 
Chaque roman du cycle des Futurs Mystères est indépendant et relate une des enquêtes de Tem, mais s'inscrit également dans un récit plus global de quête de ses origines. Il part sur les traces de son grand-père, l'écrivain Richard Montaigu, et prend la suite de celui-ci comme contact privilégié de certains archétypes de la psychosphère.
Dans L'odyssée de l'espèce, troisième volet du cycle, le concept de psychosphère est véritablement formulé de manière théorique : la compréhension  de sa nature devient un enjeu essentiel quand tous les spécialistes de la question  sont assassinés l'un après l'autre.

## Inspiration
La référence aux Nouveaux Mystères de Paris  est explicite dès le premier volume, La Balle du néant (1996) où le héros déclare dans les toutes premières pages : « Pourtant, j'ai soudain éprouvé une furieuse envie de me replonger dans Léo Malet, juste histoire de voir comment ce bon vieux Nestor Burma se dépêtrait de situations analogues. »